# Barão Vermelho: Por Que a Gente É Assim?
Barão Vermelho: Por que a Gente é Assim? é um documentário brasileiro dirigido pela cineasta Mini Kerti, que retrata a história da banda de rock carioca Barão Vermelho, lançado em 8 de maio de 2017.

## Enredo
O documentário trata de contar a história do Barão Vermelho, uma das bandas de rock mais famosas do Brasil na década de 1980, seguindo seus passos através de imagens de arquivo e entrevistas com todos os seus membros restantes e partes associadas. O filme trata das polêmicas da banda, o uso de drogas, as saídas de Cazuza e de Guto Goffi do grupo e do corajoso ato de Frejat de assumir os vocais da banda.

## Elenco
Fazem parte do elenco do documentário:
- Frejat... ele mesmo
- Cazuza... ele mesmo (imagem de arquivo)
- Guto Goffi... ele mesmo
- Ezequiel Neves... ele mesmo (imagem de arquivo)
- Lucinha Araújo... ela mesma
- Rodrigo Santos... ele mesmo
- André Palmeira Cunha.. ele mesmo
- Fernando Magalhães... ele mesmo
- André Midani... ele mesmo
- João Araújo... ele mesmo (imagem de arquivo)
- Fausto Fawcett... ele mesmo

## Lançamento
O longa-metragem foi lançado em 8 de maio de 2017 pelo canal Curta!. Após o lançamento para a televisão, o filme chegou em plataformas de streaming.

## Recepção da crítica
Lúcio Flávio, do jornal Metrópoles, afirmou que o documentário é "um presente para os fãs da banda e também para os fãs de música".
Mauro Ferreira, do G1, deu quatro estrelas de cinco para o documentário e anotou que "entre altos e baixos e entre idas e vindas do tecladista Maurício Barros, os músicos da banda se expõem com aparente sinceridade diante das câmeras dirigidas por Mini Kerti".